# Governador Jorge Teixeira
Governador Jorge Teixeira é um município brasileiro do estado de Rondônia. Localiza-se a uma latitude 10º31'30" sul e a uma longitude 62º38'38" oeste, estando a uma altitude de 190 metros. Sua população estimada em 2010 era de 10.491 habitantes.
Possui uma área de  5.067 km².

## Clima
A temperatura média é de 24,5 °C
- Mínima Absoluta: 10 °C
- Máxima Absoluta: 42 °C

## História
Criado pela Lei n.º 373, de 13 de fevereiro de 1992, com este nome em homenagem ao Governador Jorge Teixeira de Oliveira, criador do Estado de Rondônia e seu primeiro governante. O município surgiu do Nuar Pedra Branca, integrante do Projeto de Colonização Padre Adolfo Rohl. É importante centro econômico agropecuário.